# Thalassianthus aster
Thalassianthus aster är en havsanemonart som beskrevs av Eduard Rüppell och Leuckart 1828. Thalassianthus aster ingår i släktet Thalassianthus och familjen Thalassianthidae. Inga underarter finns listade i Catalogue of Life.